# Брестница (община Босилеград)
 Тази статия е за селото в Западните покрайнини, Сърбия.  За селото в България вижте Брестница.  
Брестница (изписване до 1945 година: Брѣстница, на сръбски: Бресница или Bresnica) е село в Община Босилеград, Сърбия.

## История
При избухването на Балканската война в 1912 година 3 души от Брестница са доброволци в Македоно-одринското опълчение.

## Етнически състав
(2002)
- 71,42% българи
- 24,47% сърби
- 1,29% черногорци